# Santoña
Santoña ist eine Gemeinde in der spanischen Autonomen Region Kantabrien. Die Gemeinde liegt an der Kantabrischen Bucht. Sie liegt 45 Kilometer von der Hauptstadt Santander entfernt. Santoña ist in zwei Zonen unterteilt, eine städtische Ebene und ein bergiges Gebiet, mit dem Berg Buciero an seiner östlichen Grenze und Brusco und dem Strand von Berria im Norden. Der Strand von San Martin bildet die südliche Grenze und der Fischerhafen und das Sumpfgebiet die westliche Grenze.

## Geschichte
Die ersten Spuren der Zivilisation, die in Santoña gefunden wurden, stammen aus dem Paläolithikum. In der Stadt bestehen drei Forts, die ein Erbe der Bedeutung Santoñas als strategischer Ort für die militärische Verteidigung der Küste sind: Fort San Martin, am Ende der Strandpromenade; Fort San Carlos, das der Mündung der Bucht am nächsten liegt; und Fort del Mazo oder "Napoleons Fort", das sich auf dem Berg Buciero befindet und einen Blick über die gesamte Gegend bietet.

## Bevölkerungsentwicklung
| 1900        | 1910  | 1920  | 1930  | 1940   | 1950  | 1960  | 1970   | 1981   | 1991   | 2001   | 2011   |
| ----------- | ----- | ----- | ----- | ------ | ----- | ----- | ------ | ------ | ------ | ------ | ------ |
| 4.339       | 6.315 | 7.327 | 7.024 | 11.136 | 8.938 | 9.082 | 10.633 | 11.003 | 10.929 | 11.053 | 11.468 |
| Quelle: INE |       |       |       |        |       |       |        |        |        |        |        |

## Wirtschaft
Die Wirtschaft basiert hauptsächlich auf der Verarbeitung von Meeresfrüchten und der Konservenindustrie. Auch der Tourismus ist ein wichtiger Wirtschaftszweig für die Stadt, vor allem im Sommer.

## Partnerstädte
- Lons, Frankreich

## Persönlichkeiten
- Juan de la Cosa (1449 oder 1460–1510), Seefahrer, Kartograf und Entdecker
- Luis Carrero Blanco (1904–1973), Admiral und Politiker
- Tomás de Teresa (* 1968), Mittelstreckenläufer

## Galerie

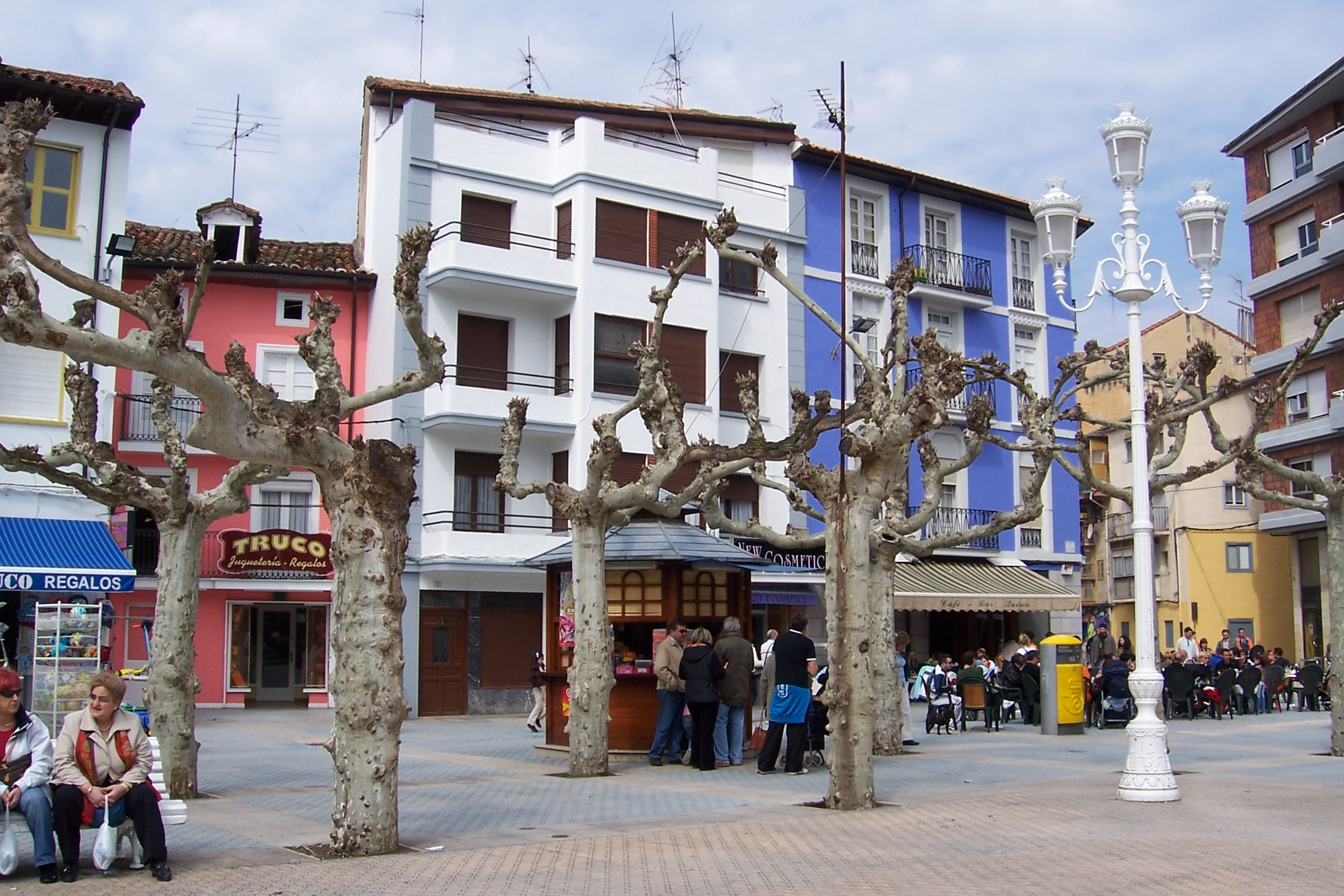
Plaza de San Antonio
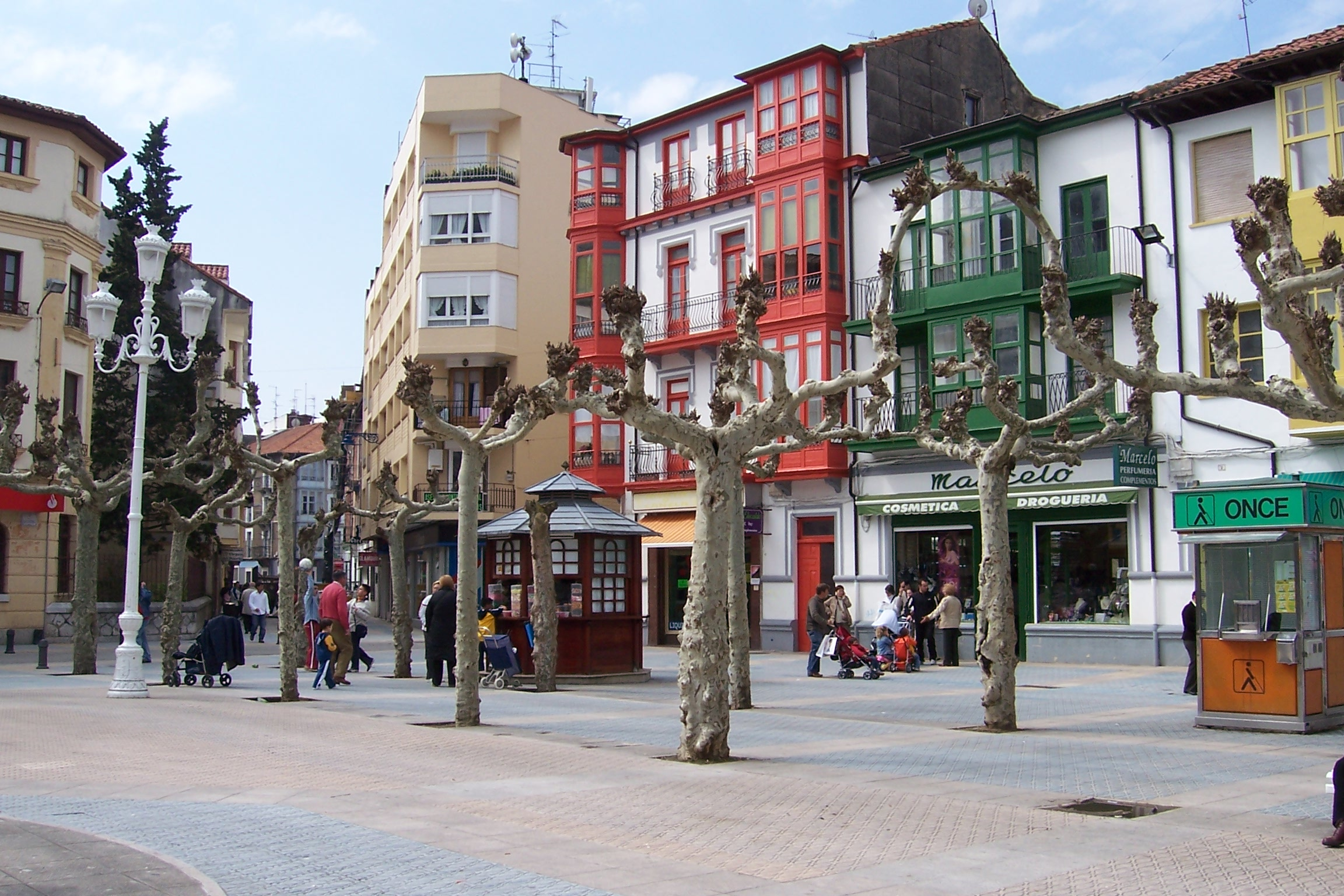
Straße San Felipe
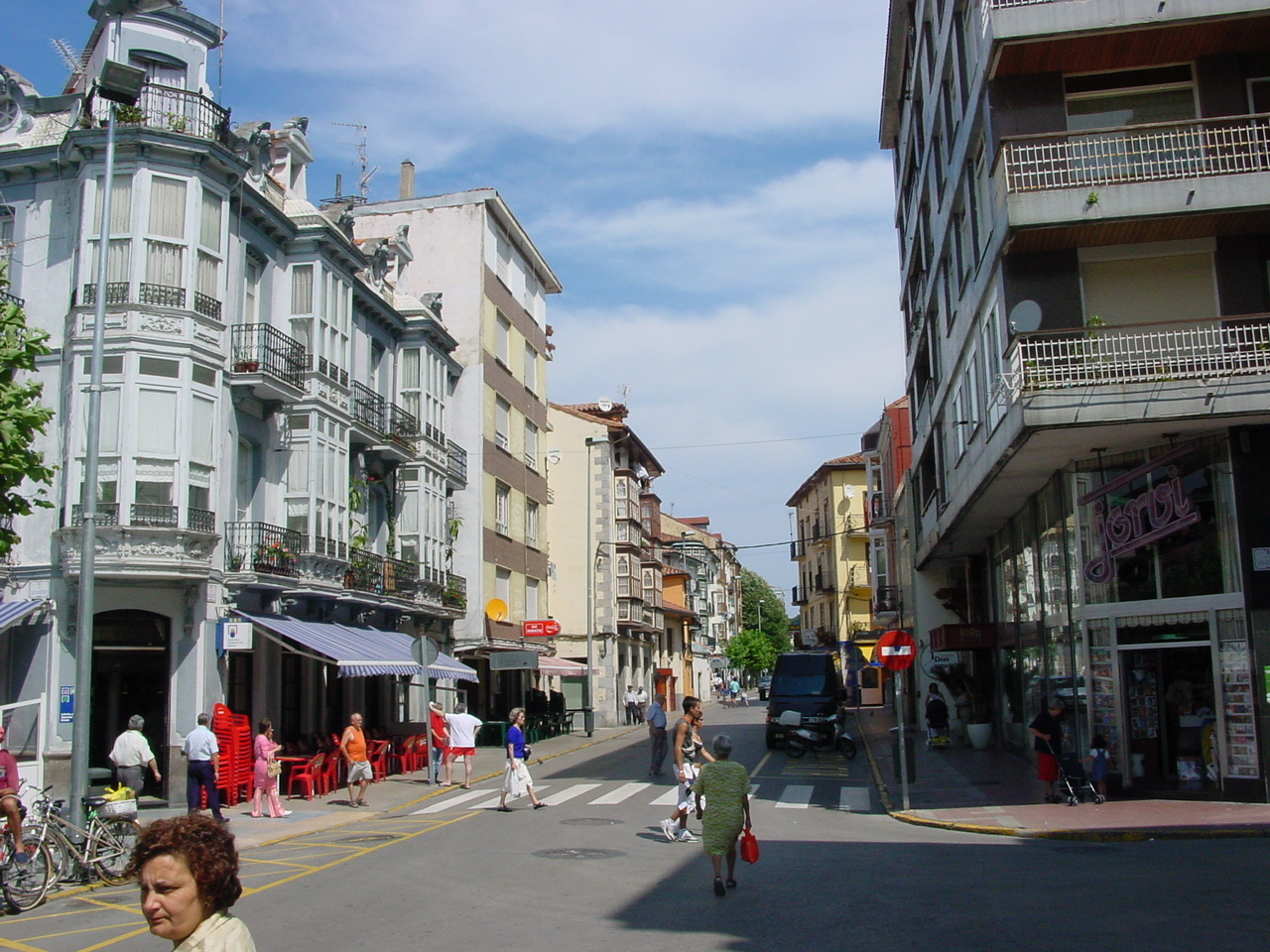
Straße Manzanedo
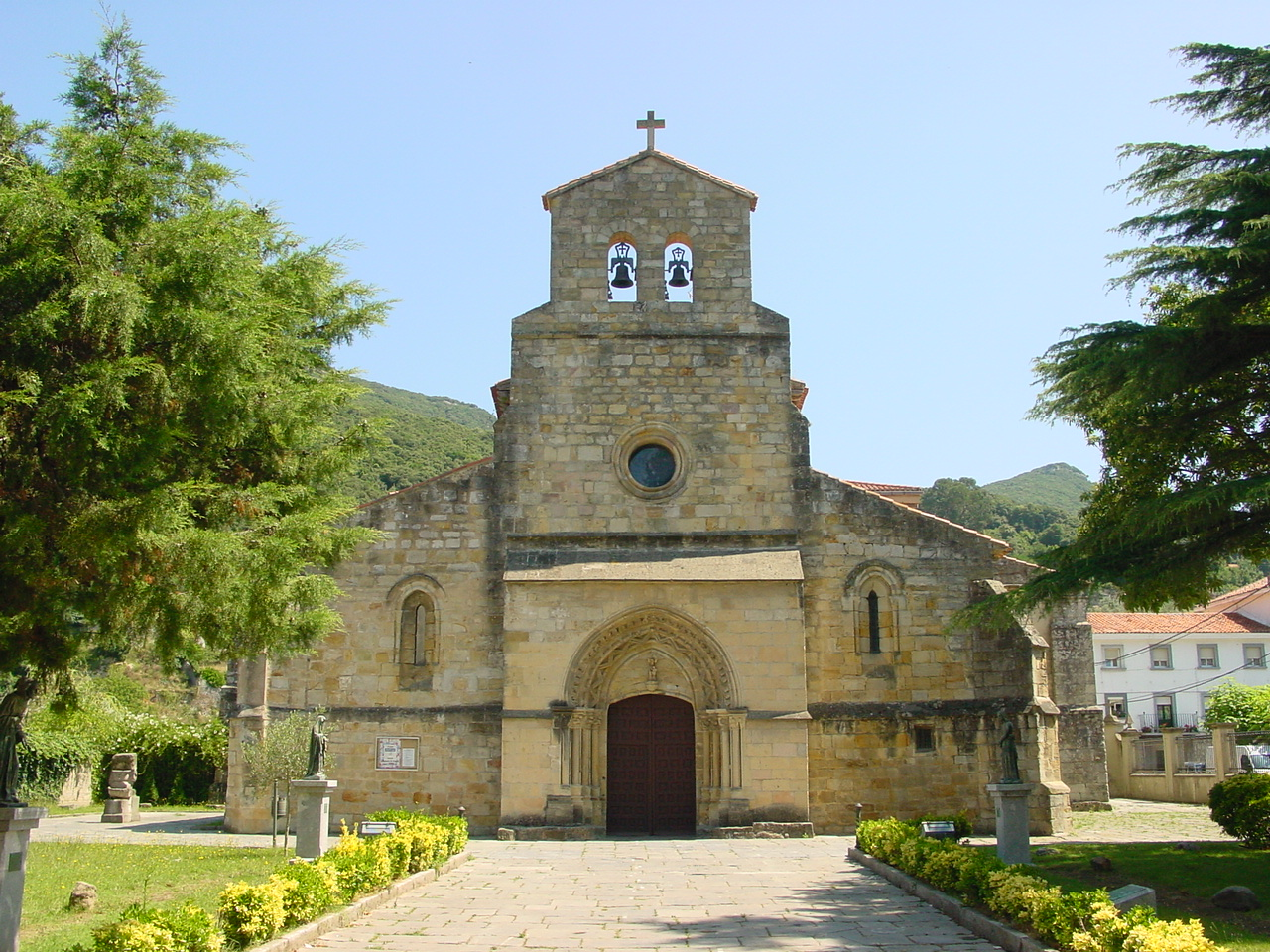
Santa María del Puert
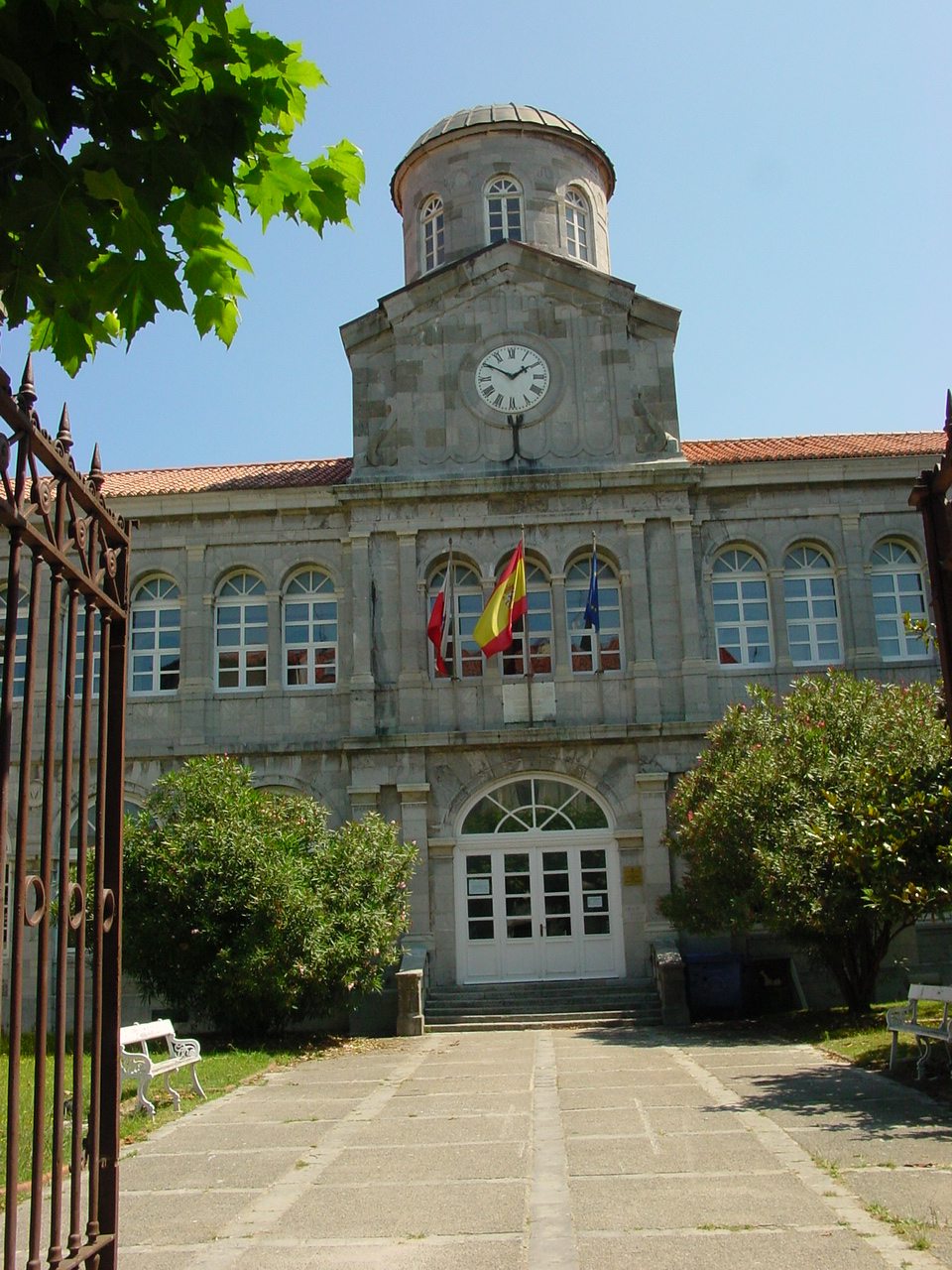
Mittelschule Manzanedo
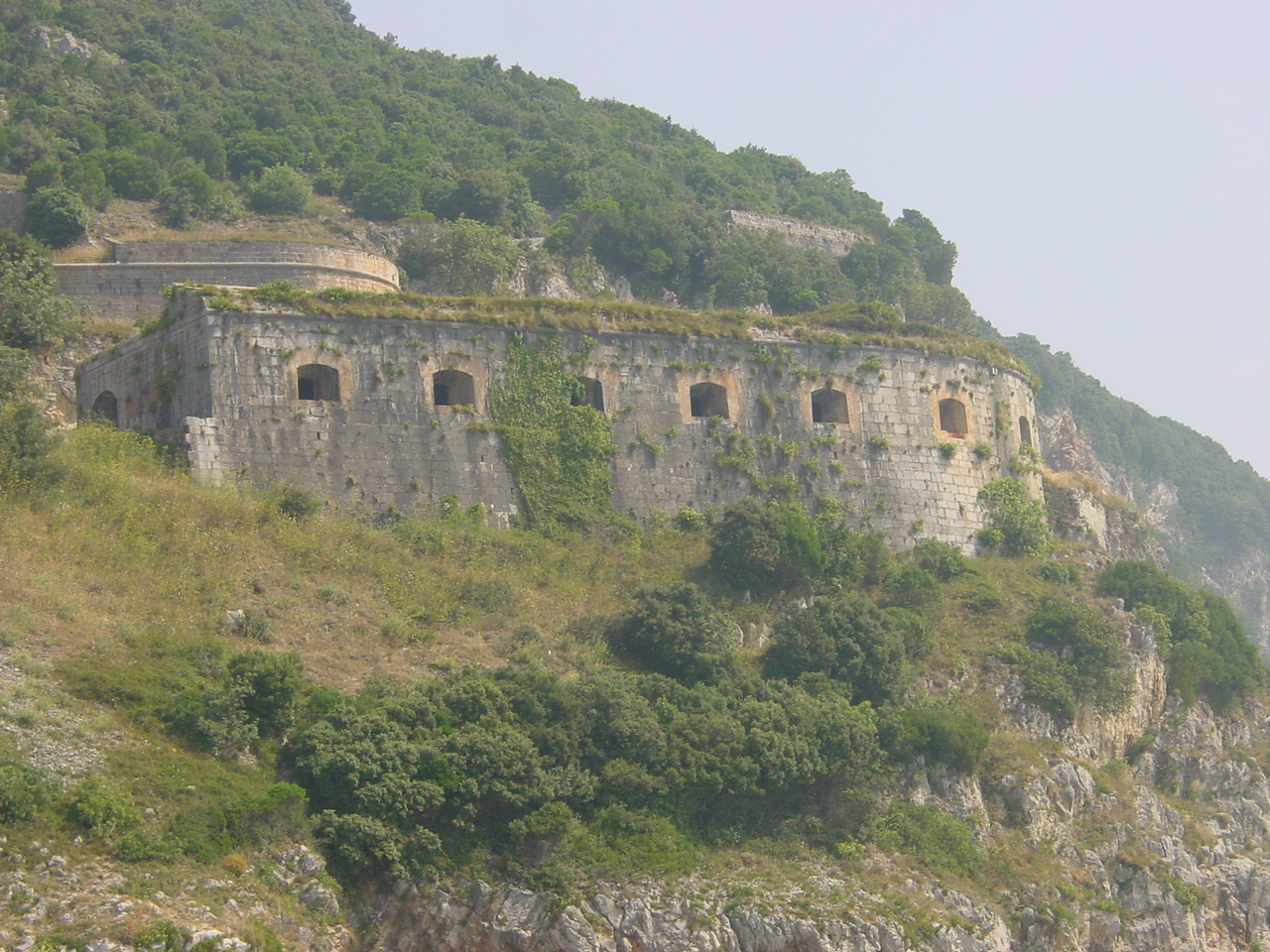
Fort San Carlos
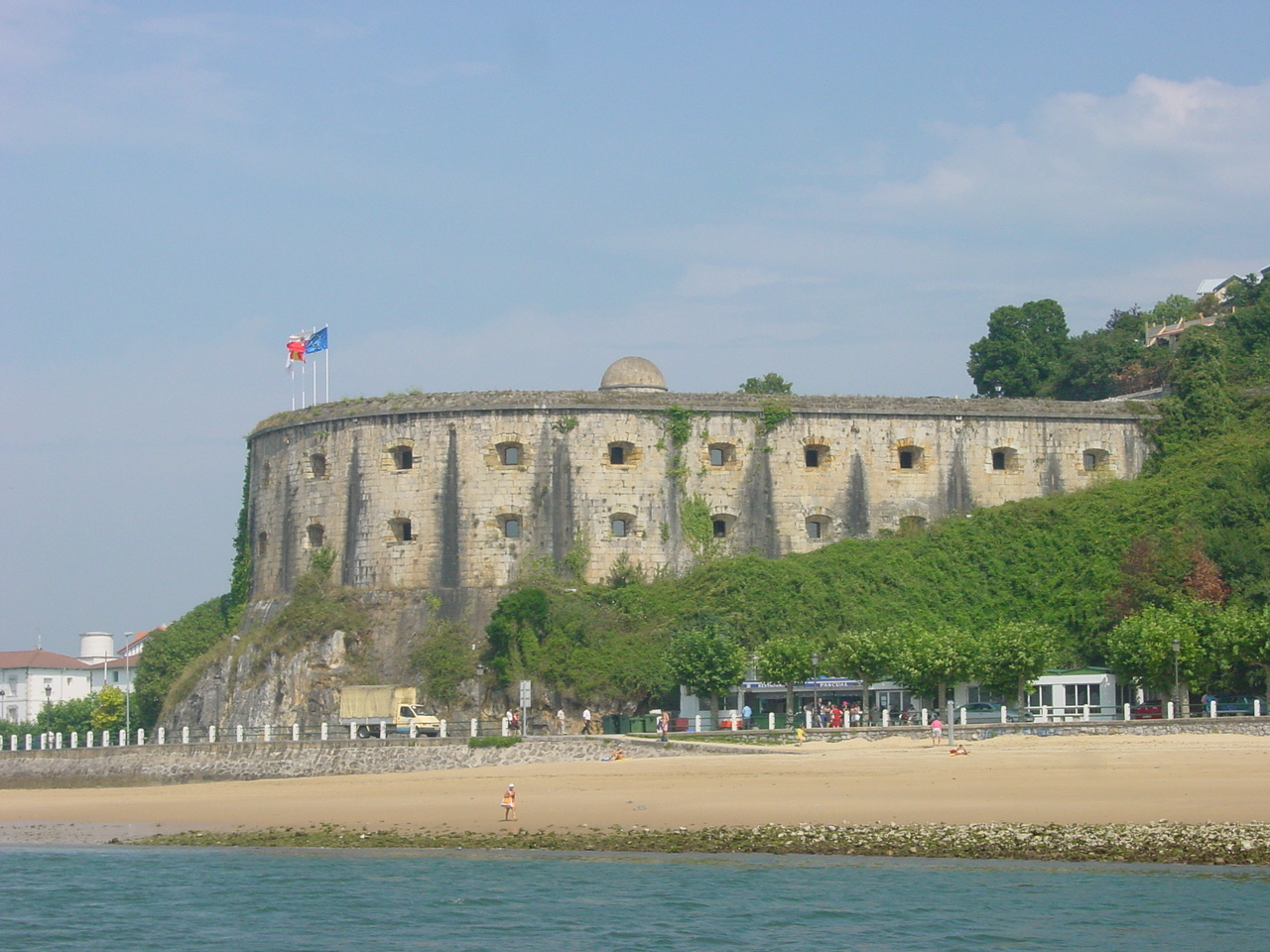
Fort San Martín
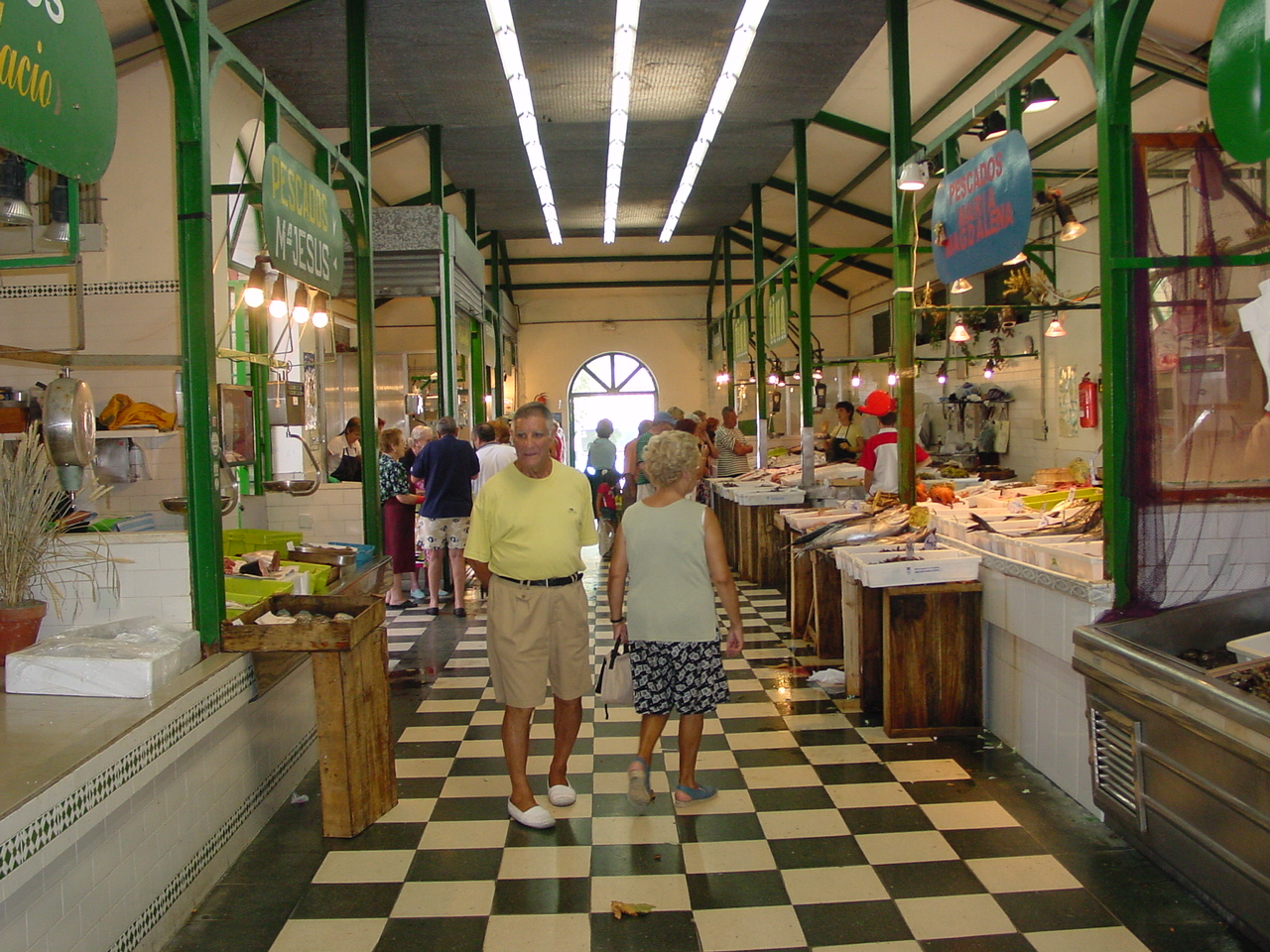
Plaza de abastos (Markt)
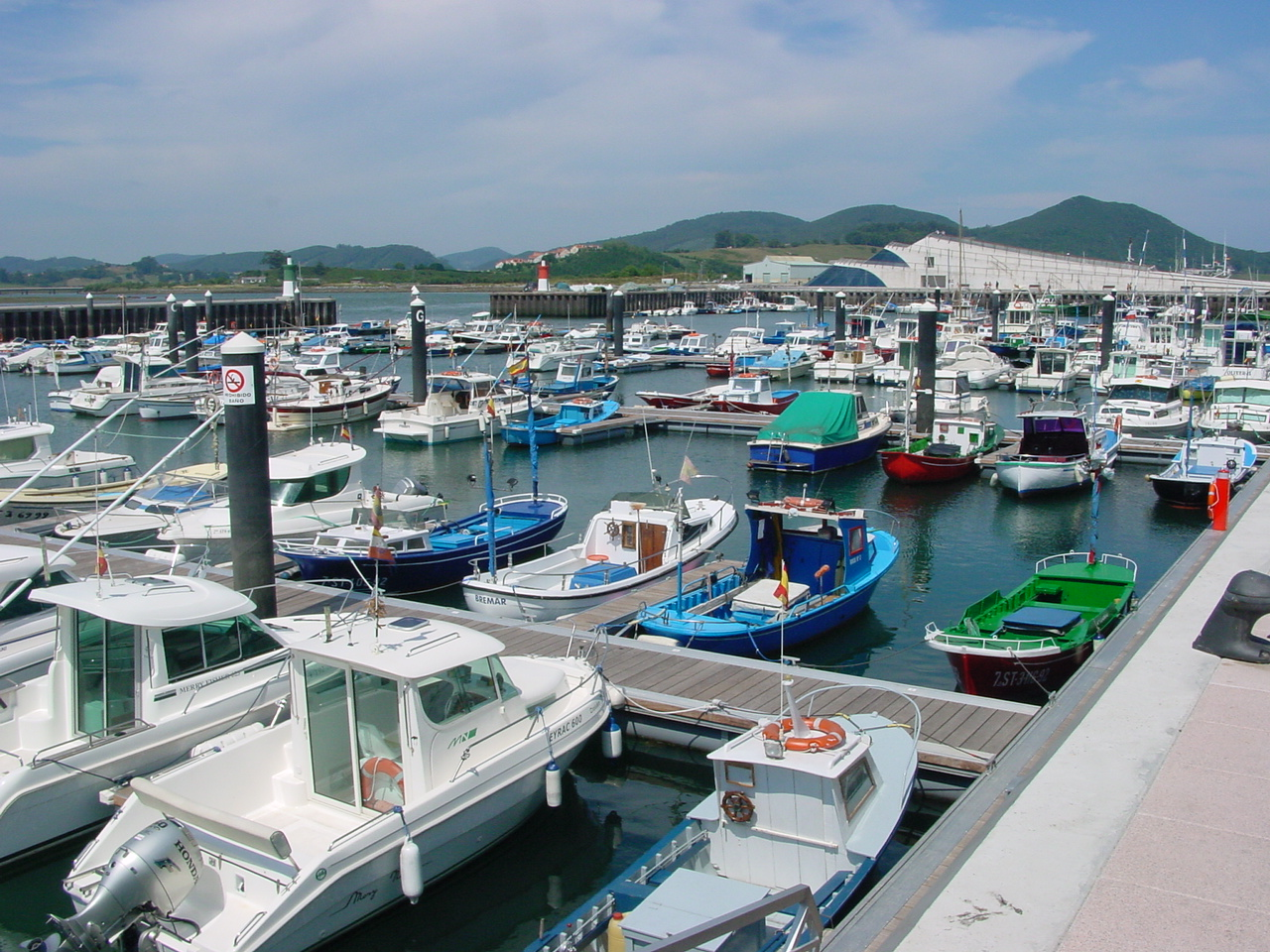
Marina
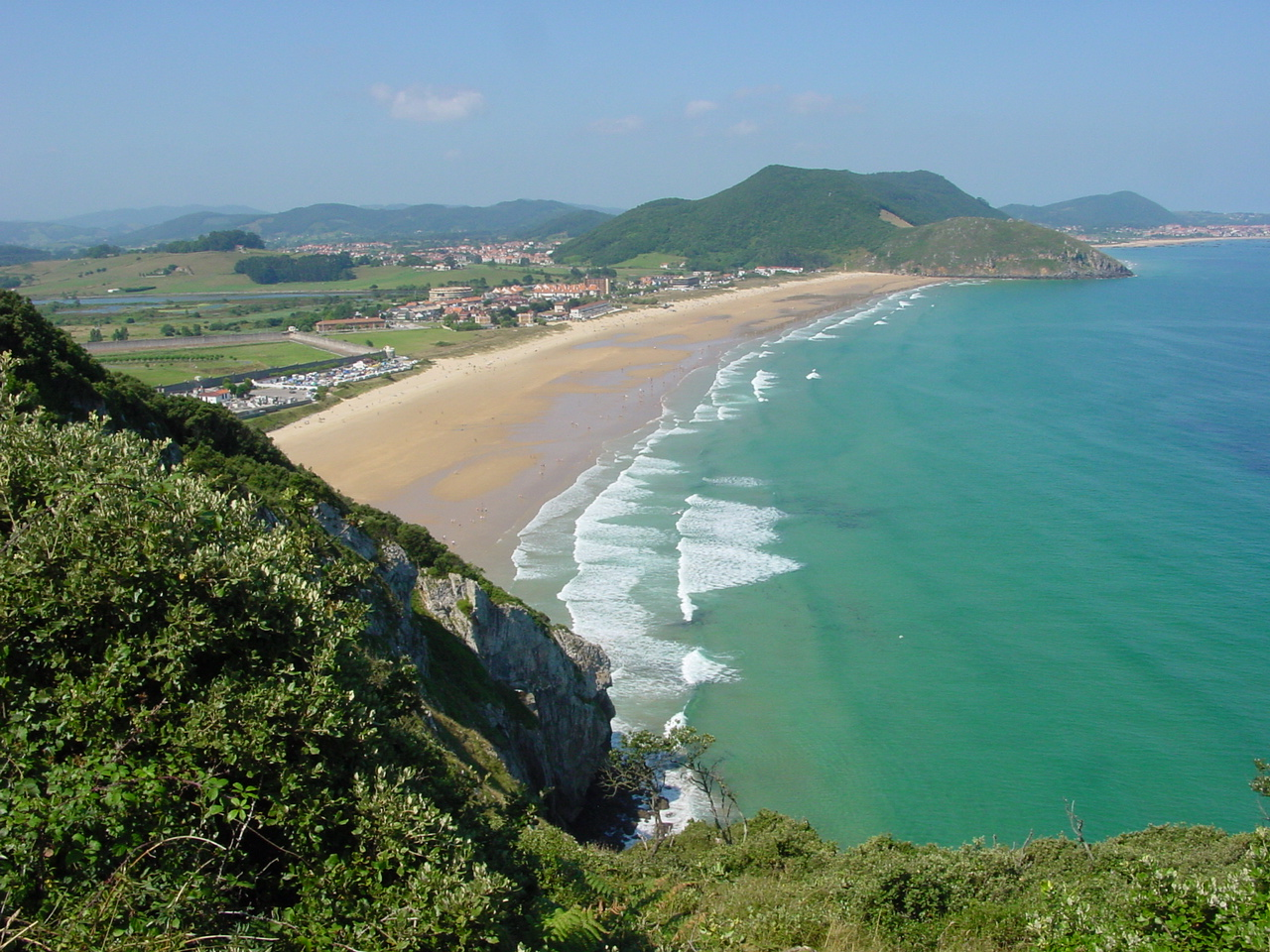
Strand Berria
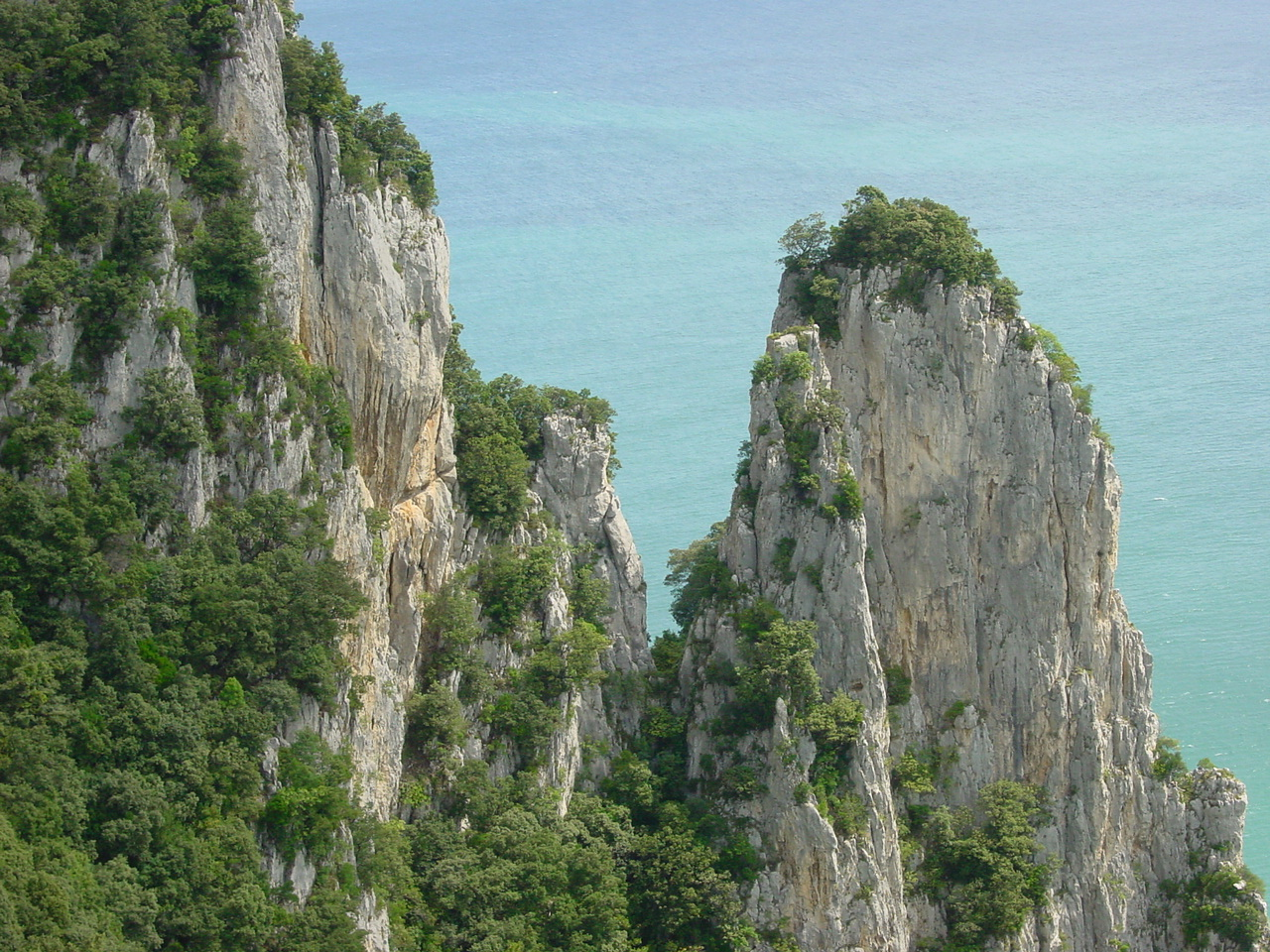
Erhebung El Fraile
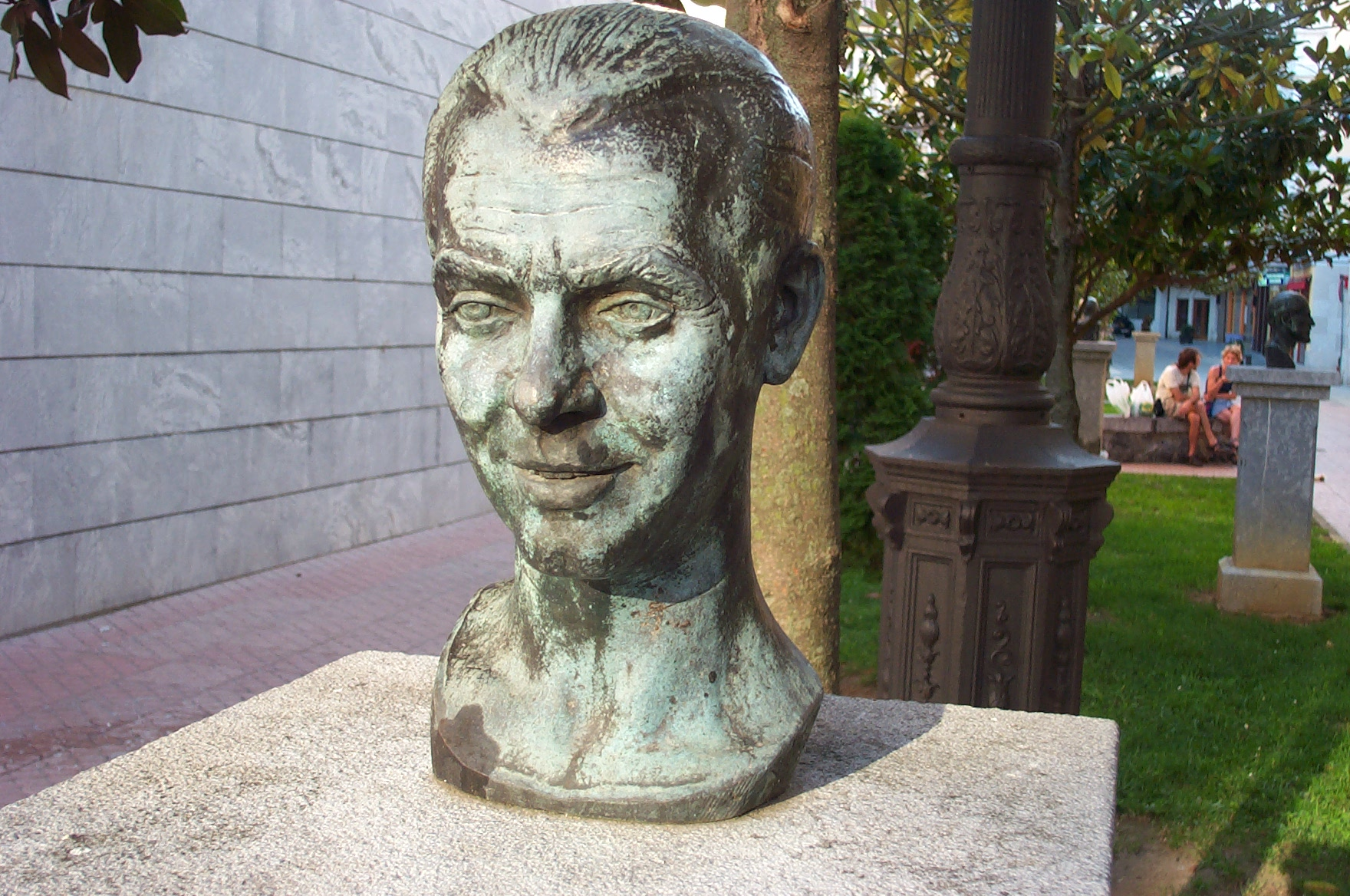
Büste von Federico García Lorca